# 1025 Ріема
1025 Ріема (1025 Riema) — астероїд головного поясу, відкритий 12 серпня 1923 року.
Тіссеранів параметр щодо Юпітера — 3,728.